# Эстли, Уильям
Уильям Эстли (англ. William Astley; 13 августа 1855, Ливерпуль, Великобритания — 5 октября 1911, Роквуд близ Сиднея, Австралия) — австралийский писатель и журналист, писавший под псевдонимом Прайс Уорунг. Один из ведущих прозаиков Австралии конца XIX века.

## Биография
Родился в Англии, в семье ювелира, отставного офицера. В ноябре 1859 года его семья переехала в Австралию и поселилась в пригороде Мельбурна, где он получил образование.
Работал продавцом в книжных магазинах, занялся журналистикой, которой посвятил много лет. В 1876 был редактором газеты «Richmond Guardian». В 1890-е гг. был тесно связан с еженедельником «Bulletin» ("Бюллетень") и рабочей печатью, участвовал в движении за федерацию австралийских колоний. Опубликовал несколько серий рассказов о жизни каторжан Австралии.
Первый сборник рассказов «Tales of the Convict System», был опубликован в 1892 году; за ним последовали «Tales of the Early Days» (1894), «Tales of the Old Regime» (1897), «Tales of the Isle of Death» (1898) и«Half-Crown Bob and Tales of the Riverine» (1898).
Эстли — автор коротких рассказов, наполненных состраданием к простому человеку. Обличал бесчеловечность английской каторги и политический режим в Австралии.
Занимался исследованием ранней истории Австралии.
С 1884 года до конца жизни страдал от периодических рецидивов психического расстройства.
Умер в Роквуде близ Сиднея в благотворительном приюте.

## Избранные произведения
- сборники
  - «Рассказы о каторжной системе» («Tales of the convict system», 1892),
  - «Рассказы о ранней поре» («Tales of the early days», 1894),
  - «Рассказы о старом режиме. Пуля десяти обреченных» («Tales of the old regime, and the bullet of the fated ten», 1897),
  - «Рассказы о Норфолке, острове смерти» («Tales of the isle of death, Norfolk island», 1898).

В его сборник «Боб Полкроны и рассказы о Риверине» («Half-crown Bob and tales of the Riverine», 1898) вошли рассказы о жизни на реке Муррей.